# Свети Николай (Шапранце)
„Свети Николай“ (на сръбски: Храм св. оца Николаја) е възрожденска православна църква във вранското село Шапранце, югоизточната част на Сърбия. Част е от Вранската епархия на Сръбската православна църква.
Църквата е построена в 1873 година на основите на стара манастирска църква в местността Манастирска долина. В 2010 – 2015 година е извършено цялостно външно и вътрешно обновяване на църквата и камбанарията.
В храма има ценен иконостас, като подпис на зографа не е открит, а единствената датирана икона е на Свети Николай, на която за съжаление се чете само 18... Иконите в храма са 34.